# Las Tombas de las Fées

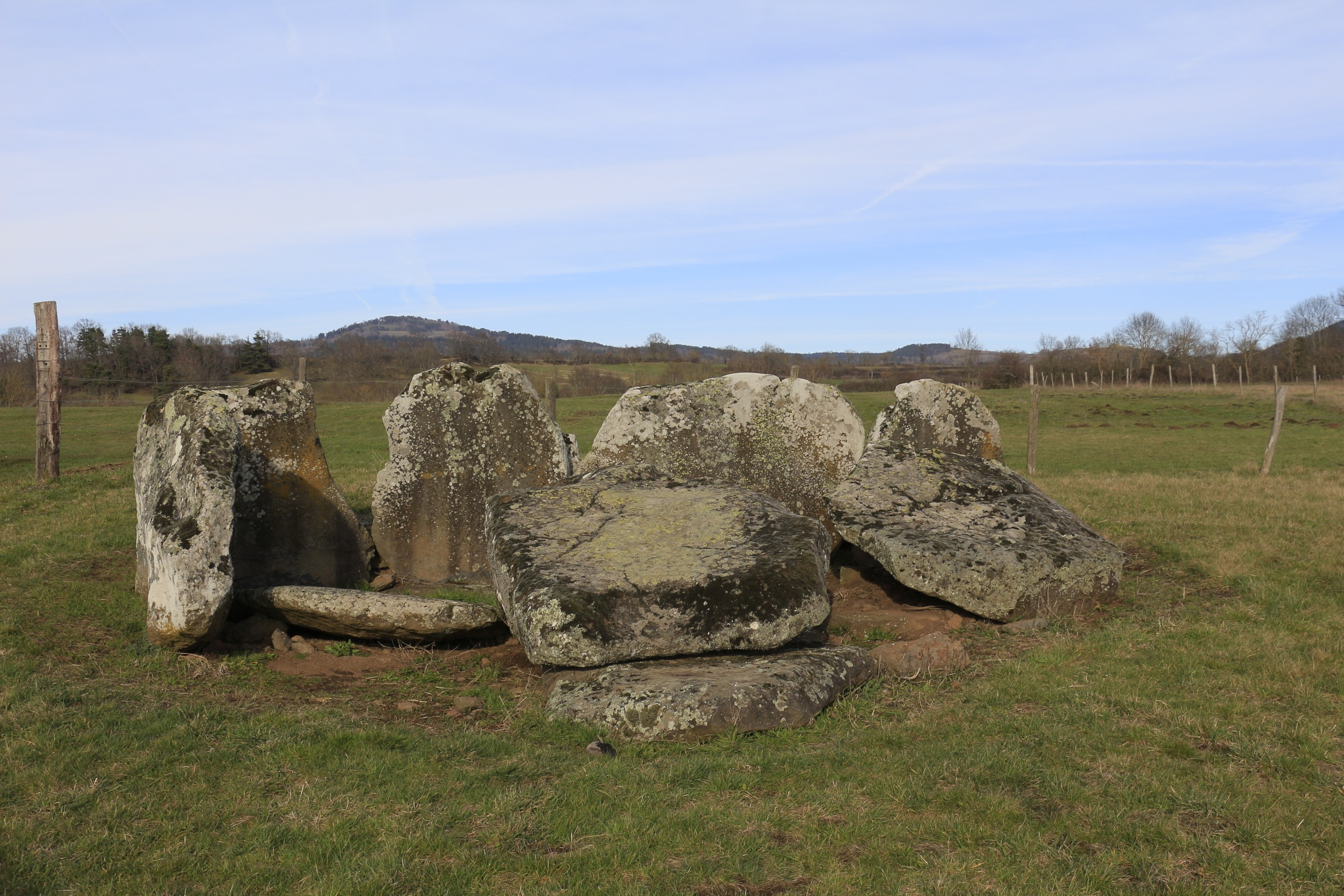
Las Tombas de las Fées

Der Dolmen Las Tombas de las Fées (auch Saint-Elbé oder Las Tombas das Fadas genannt) liegt im Feld südlich des Weilers Rougeac, östlich von Mazeyrat-d’Allier bei Le Puy-en-Velay im Département Haute-Loire in Frankreich. Dolmen ist in Frankreich der Oberbegriff für neolithische Megalithanlagen aller Art (siehe: französische Nomenklatur).
Der Dolmen ist trotz seiner Zerstörungen ein imposantes Denkmal. Es gibt eine genaue Beschreibung aus dem Jahr 1880, wo es als Galeriegrab beschrieben wird. Eine rücksichtslose Ausgrabung, 50 Jahre später, destabilisierte die westliche Tragsteinreihe und verursachte den Zusammenbruch. Alle Decksteine fehlen. Es gab einen Gang, dessen Steine im benachbarten Feld auf einem Haufen liegen.
Die Dorfbewohner schrieben den Feen den Bau der seit 1862 als Monument historique eingestuften Anlage zu.
Der Dolmen ist seit 1986 als Monument historique eingestuft.